# 莱夫·霍尔姆奎斯特
莱夫·霍尔姆奎斯特（瑞典語：Leif Holmqvist，1942年11月12日—），瑞典男子冰球运动员，场上位置是守门员。他曾代表瑞典国家队参加1968年和1972年冬季奥林匹克运动会冰球比赛，均获得第四名。